# Michel Hervé (Mathematiker)
Michel André Hervé (* 1921 in Paris; † 3. August 2011) war ein französischer Mathematiker, der sich mit Analysis befasst.
Hervé zwar zweiter bei der allgemeinen Aufnahmeprüfung der École normale supérieure 1939 und Erster beim Abschluss 1942 (Agrégation). Von 1944 bis 1947 war er Agrégé préparateur an der ENS und danach Attaché de Recherches der CNRS. 1951 wurde er promoviert und hielt den Cours Peccot am Collège de France. 1951 wurde er Professor an der Universität Rennes, 1953 in Caen, 1955 in Nancy (als Kollege von Laurent Schwartz) und 1963 an der Universität Paris VI, an der er bis zu seiner Emeritierung 1990 blieb. 1983 bis 1990 war er dort Direktor des Labors für komplexe Analysis und Geometrie als Nachfolger von Pierre Dolbeault.
Er war auch im Vorfeld der Gründung des Institut Mathématiques de Jussieu (Universitäten Paris VI, VII, CNRS) beteiligt (1994), dessen erster Direktor sein Nachfolger Charles Peskine war.
1970 bis 1980 war er Directeur Adjointe der ENS.
Er war Gastwissenschaftler am Institute for Advanced Study (1957) und am Tata Institute of Fundamental Research (1962).
Er forschte über Funktionentheorie mehrerer komplexer Variabler (z. B. Iteration holomorpher Funktionen im {\displaystyle C^{n}} und automorphe Funktionen in mehreren Variablen), Potentialtheorie, Maßtheorie und partielle Differentialgleichungen 2. Ordnung.
1968 erhielt er mit Marcel Brelot den ersten Prix Servant der Academie des Sciences und 1972 den Prix Gaston Julia.
1968 gab er die Werke von Gaston Julia heraus.
1981 wurde er Präsident der Französischen Mathematischen Gesellschaft (SMF).

## Schriften
- Transformation de Fourier et distributions, Presses Universitaires de France 1986
- Analyticity in infinite dimensional spaces, de Gruyter 1989
- Analytic and plurisubharmonic functions, Lecture Notes in Mathematics, Springer Verlag 1971 (Vorlesung University of Maryland 1970)
- Several complex variables: local theory, Oxford University Press, 1963, 2. Auflage 1987 (Tata Institute of Fundamental Research Studies in Mathematics)
- Fonctions analytiques, Presses Universitaires de France 1982